# Alphasarsiella
Alphasarsiella is een geslacht van kreeftachtigen uit de klasse van de Ostracoda (mosselkreeftjes).

## Soorten
- Alphasarsiella altrix Kornicker, 1995
- Alphasarsiella anax Kornicker, 1995